# 15350 Naganuma
15350 Naganuma este un asteroid din centura principală de asteroizi.

## Descriere
15350 Naganuma este un asteroid din centura principală de asteroizi. A fost descoperit pe 3 noiembrie 1994 la Yatsugatake de Yoshio Kushida și Osamu Muramatsu. Asteroidul prezintă o orbită caracterizată de o semiaxă mare de 2,38 ua, o excentricitate de 0,28 și o înclinație de 4,6° în raport cu ecliptica.